# Manó Széchényi

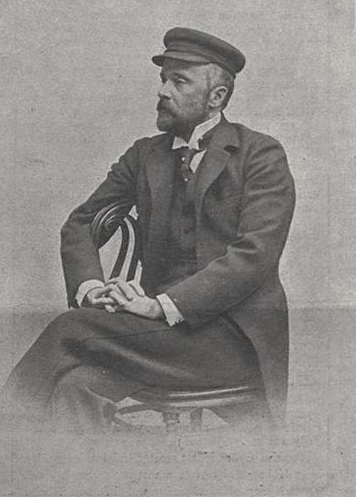
Manó Széchényi, 1899

Manó (Emanuel) Graf Széchényi von Sárvár und Felsővidék (* 30. Juli 1858 in Sopron; † 29. Dezember 1926 in Sennyefa) war ein ungarischer Minister, Diplomat, k.u.k. Kämmerer und Geheimrat.

## Leben
Manó Széchényi wurde als jüngster Sohn von Kálmán Széchényi (1824–1914) und Karolina Grünne (1832–1911) in eine bedeutende ungarische Adelsfamilie geboren. Nach Besuch des Benediktinergymnasiums in Sopron studierte er in Wien Jura.
Nach Beendigung seiner Studien wurde er Attaché an der k.u.k. Gesandtschaft in Berlin, wo sein älterer Cousin Imre Széchényi Botschafter war. Zwei Jahre später wurde er an den italienischen Hof in Rom und nach weiteren zwei Jahren zum Heiligen Stuhl versetzt. 1887 wurde er zum Legationssekretär befördert und kam 1889 zur Gesandtschaft nach Konstantinopel, von wo er wegen seiner sich verschlechternden Gesundheit 1893 auf seine Güter in Ungarn zurückkehren musste. Seine diplomatische Laufbahn setzte er erst 1895 an der Gesandtschaft in Athen fort. Als 1897 der Türkisch-Griechische Krieg ausbrach und der k.u.k. Botschafter Kosjek starb leitete Széchényi die Gesandtschaft für acht Monate. Für seinen Beitrag zu den Friedensverhandlungen wurde ihm der Leopoldsorden verliehen. Wenig später wurde er zum Botschaftsrat ernannt und an die Gesandtschaft in Sankt Petersburg verlegt. Für seine Arbeit wurde er von Zar Nikolaus II. mit dem Großkreuz des Sankt-Stanislaus-Orden ausgezeichnet.
Am 1. November 1898 kam er als Staatssekretär ins Ministerium am Allerhöchsten Hoflager und wurde wenige Wochen später am 20. Dezember 1898 Minister. Sein Amt übte er bis zu seinem Rücktritt am 7. März 1900 aus.

## Ehe
Manó Széchényi heiratete am 11. November 1907 in Győr Maria Theresia Gräfin Revertera von Salandra. Die Ehe blieb kinderlos.